# Venceslau Cobergher
Venceslau Cobergher (nascut a Anvers el 1557, mort a Brussel·les, el 23 de novembre del 1634) va ser un pintor, arquitecte, gravador, escriptor, arqueòleg, enginyer i banquer dels Països Baixos espanyols, un típic homo universalis del Renaixement. És més conegut per les seves obres d'enginyeria i d'arquitectura, així com per la cadena de monts de pietat que va aixecar i dirigir. Les seves pintures, tot i que van tenir un cert èxit a la seva època, són considerades de qualitat més modesta.
Va començar la seva formació de pintor el 1573 a Anvers amb Martin de Vos, on s'hauria enamorat de la seva filla. L'amor no va ser recíproc i per oblidar hauria fet un viatge cap a Itàlia en passar primer per París on va acabar el seu aprenentatge. Després van instal·lar se a Nàpols a can Joan Franckaert, un artista i compatriota seu, i va casar la seva germana petita Susanna, poc després la mort de la seva primera esposa. A Nàpols va estudiar arquitectura i enginyeria militar. Va tornar a Anvers. Poc després del seu retorn, el 1605, el governador Albert VII d'Àustria va nomenar-lo «enginyer i arquitecte de l'arxiduc».

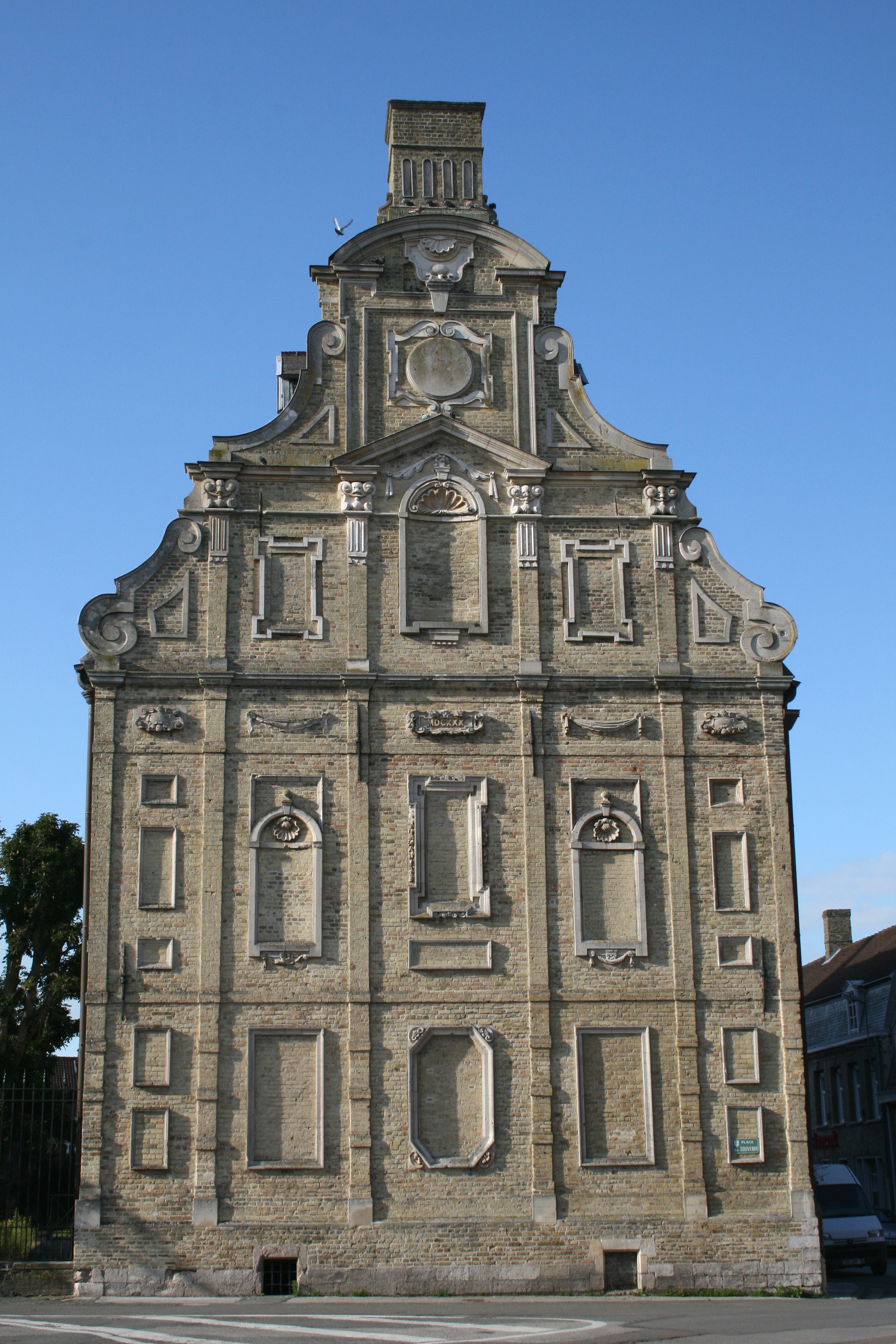
Mont de pietat de Sint-Winoksbergen (1633)

Molts dels edificis que va dissenyar van desaparèixer. Una de les seves obres majors és l'assecament i la polderització del maresme de De Moeren. Va dissenyar els plans per excavar els canals Bruges-Oostende i Plassendale-Nieuwpoort, per desenclavar el port d'Anvers via l'Escalda i el Canal Gant-Bruges, ja que l'accés directe al mar era bloquejat per l'exèrcit de la República de les Províncies Unides.
Va crear als Països Baixos espanyols una xarxa d'una quinzena de monts de pietat, del qual va ser nomenat superintendent, en inspirar-se en l'exemple italià, on es podia fer préstecs mitjançant penyora. El 1621 va publicar un poema apologètic contra els adversaris del projecte de monts de pietat, un text que queda d'una actualitat remarcable. Hi escriu entre d'altres: «Pocs reben tot, molts no reben res / Els béns del món mal són repartits». Va dissenyar els plans edificis de Gant (1622), Arras (1624), Rijsel (1628) i Sint-Winoksbergen (1633), per altres va transformar edificis existents, com el de Bruges a l'antic casal dels senyors de Gruuthuse. Va optar per a una arquitectura funcional i senzilla, amb uns pocs detalls decoratius i simbòlics per a mostrar la funció de l'edifici, cosa relativament excepcional en aquesta època.

## Obres
Escrits
- Opregting van de Berghen van Bermherticheyd (neerlandès) (Sobre la creació dels monts de pietat)
- Apologia ofte Becherm-redenen teghen het kekelen van de onredelijkse vyanden, ende oock de tegenraeders van de Berghen van Bermherticheyd (Apologia dels monts de pietat) (eBook gratuït) (en neerlandès).  Mechelen: Heyndrick Iaye, 1621, p. 58.[Enllaç no actiu] (en versos)
- Tractatus de pictura antiqua (llatí)

Altres obres

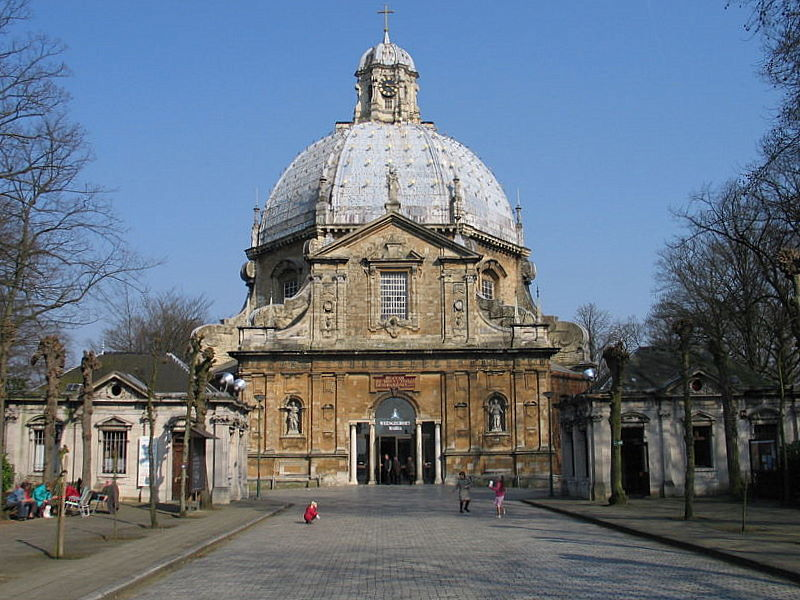
Basílica de Scherpenheuvel
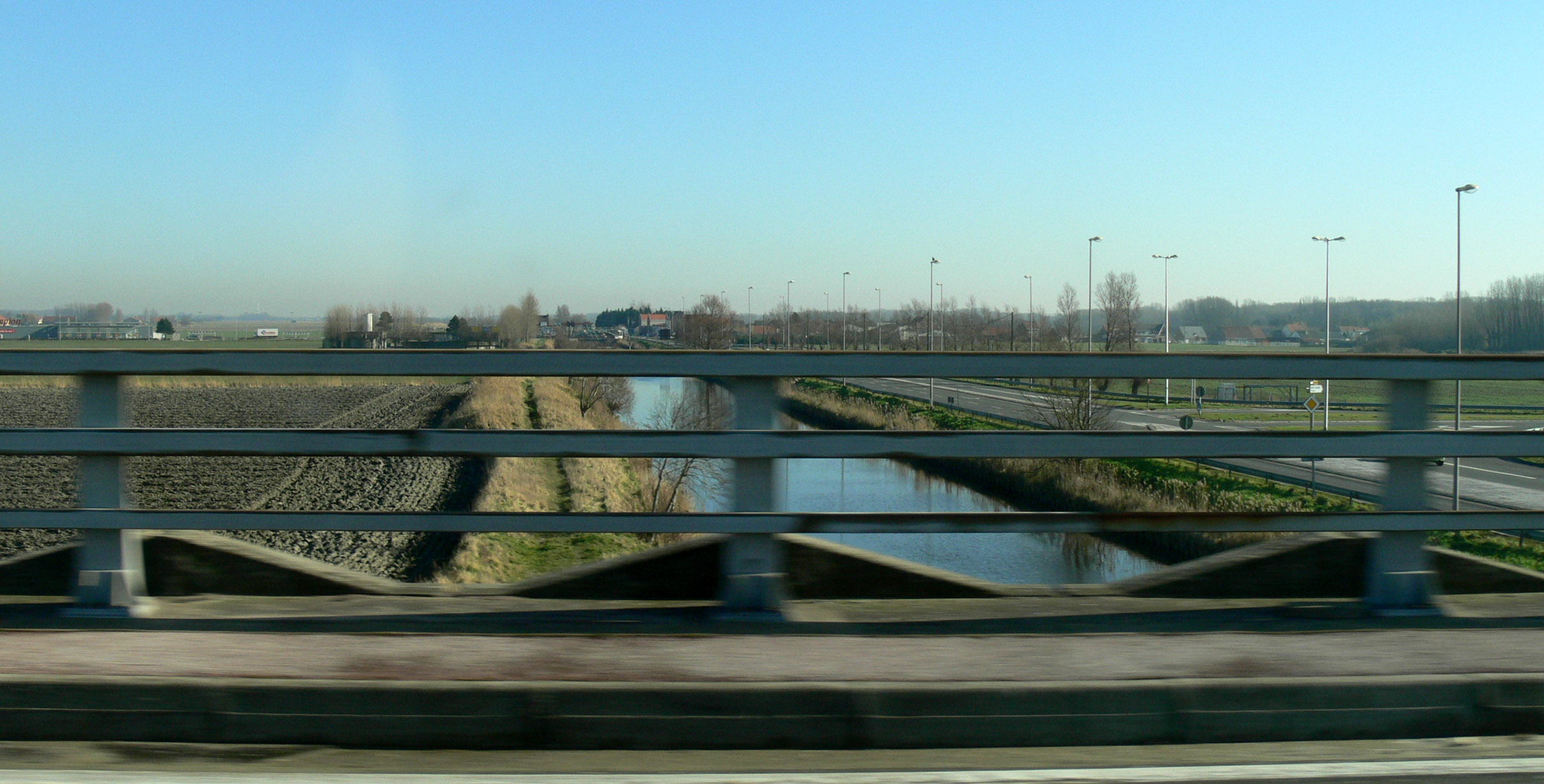
Assecament i pòlderització de De Moeren
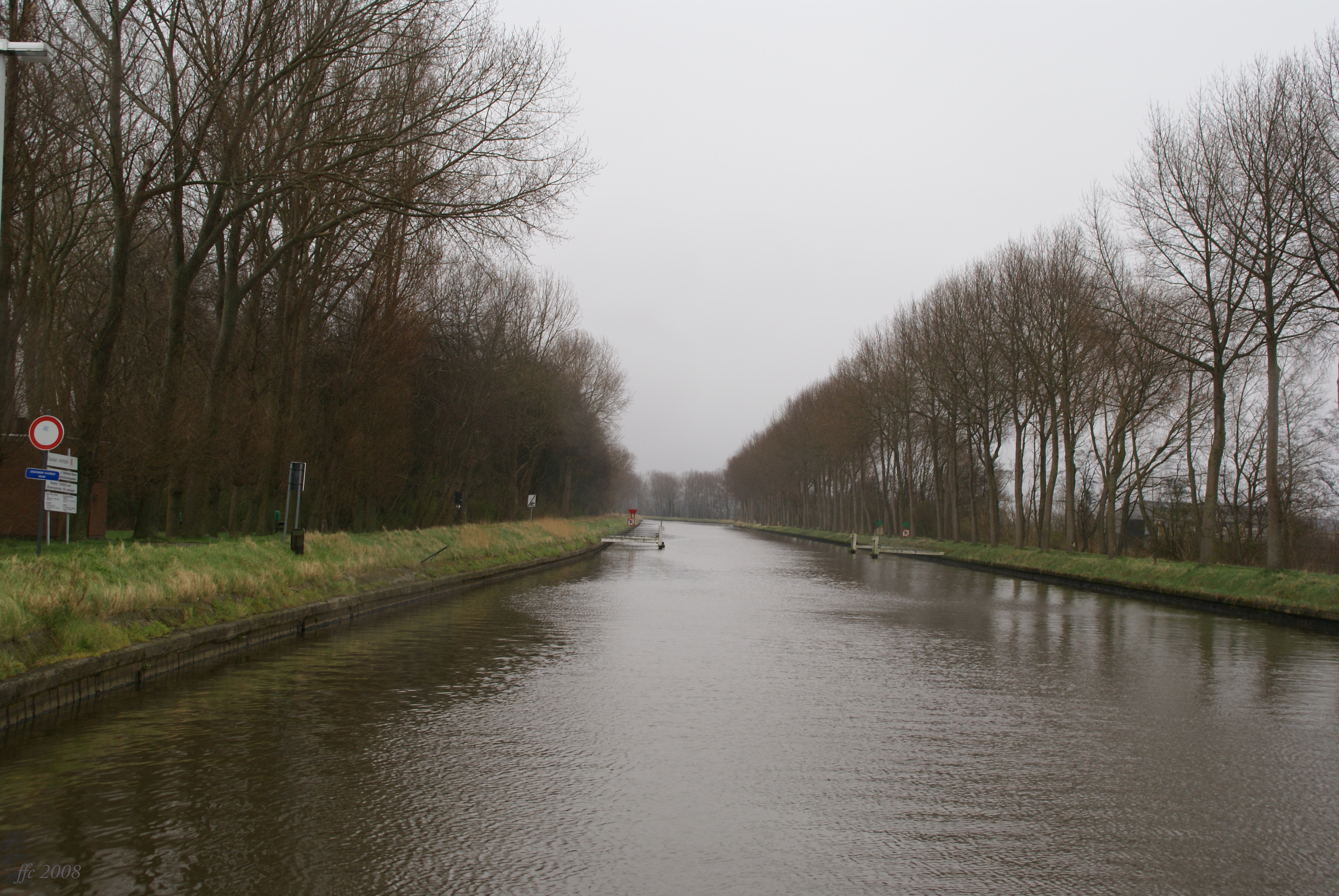
Canal Bruges-Oostende
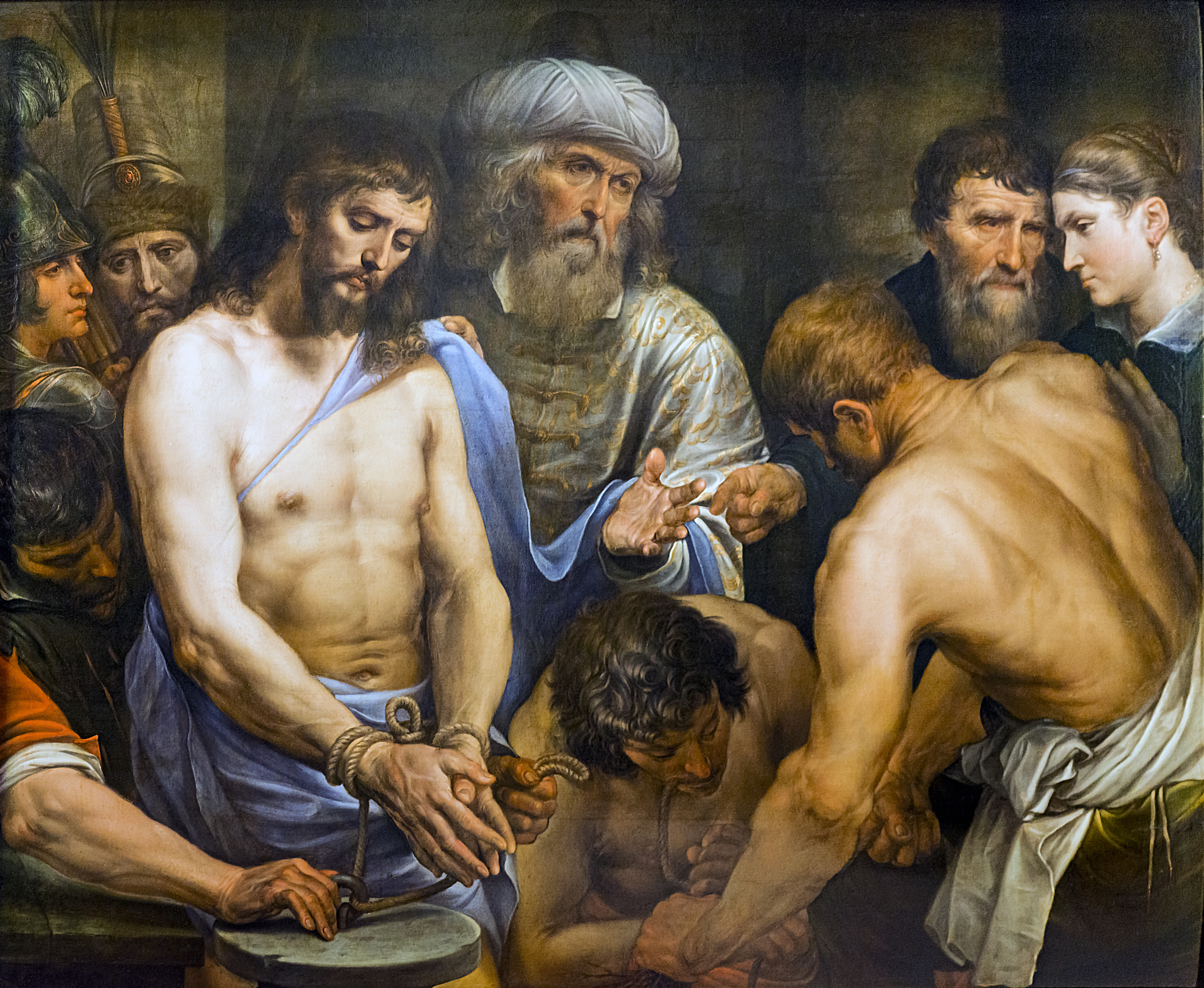
Ecce Homo
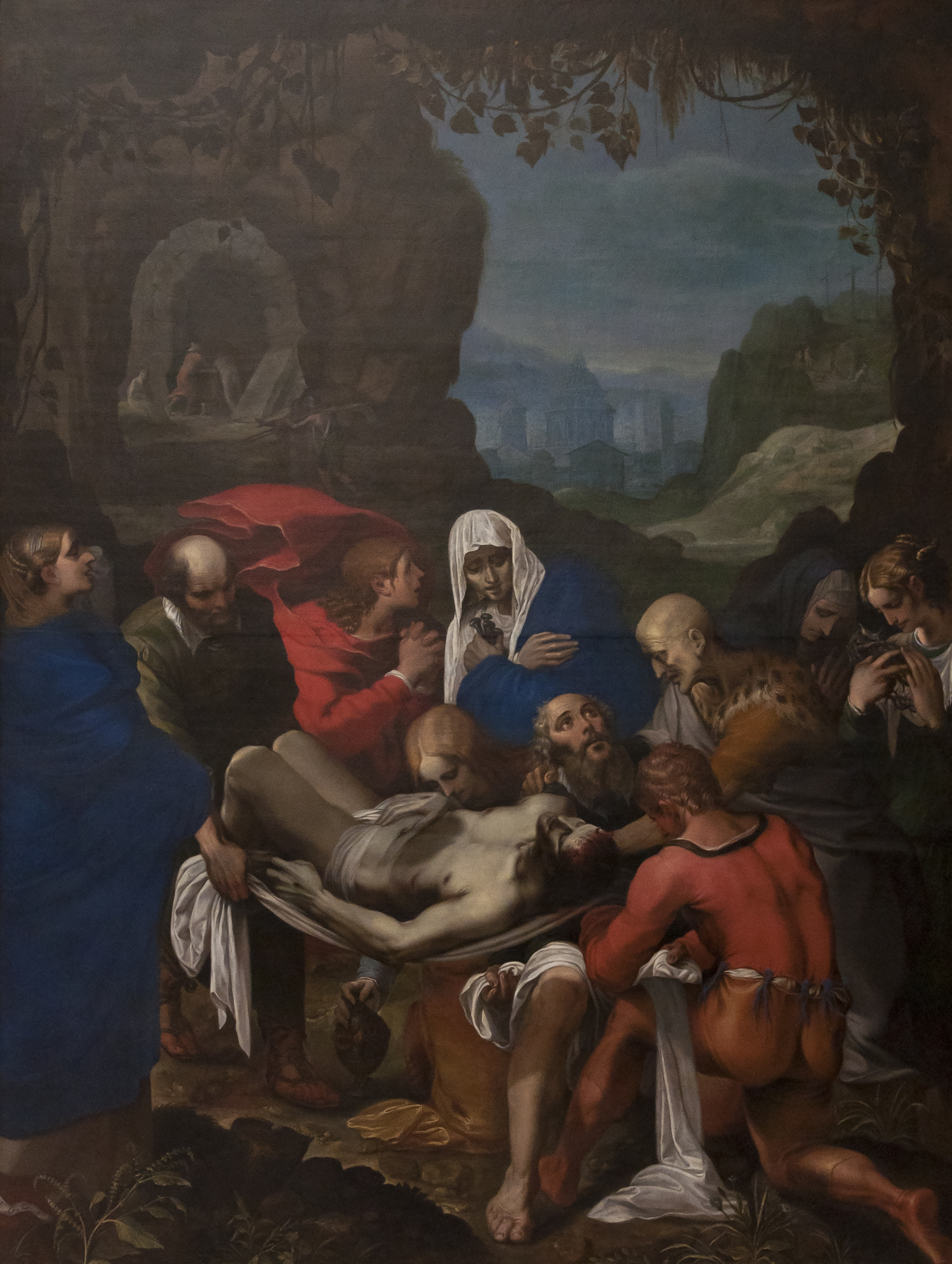
Funeral de Jesus

| «                               | Tegen de vijanden van de Berg van Barmhartigheid (extret de l'original en neerlandès antic) Want doen men had ontdeckt de goude mijn De giericheyt terstonts haer toonden treckich, Door welck seer infecterende fenijn, Veel liberaele menschen quaemen vreckich, Coophandel had geen voortganck sonder liegen, En giericheyt de wijsheyt ginck bedriegen. Men siet nu da in desen ysren tijdt, Een jegelijck geneyght is om te trecken, Alsoo dat al de werelt is in strijdt, En al verstant en arbeyt soeckt te strecken, Tot d'uuterste limieten vande eer Om al te hebben, en waer t’moghelijkck meer. Weynich nu crijgen al, al crijgen niet, Oneffen is des werelts goet gedeelt, Conscientia swijght, daer giericheyt gebiet, Elck sijn handel is eenen dief en steelt, En al wordt rechten handel noch gepresen, die t’recht hanteert, moet schier een beedelaer wesen. De rijcke meest de armen neder drucken, Die onder is, die blijft van elck vertreden, Daer niet en is, daer wilt het qualijck lucken, Faueur en ghelt, vermyster recht en reden: Die hem verlaet op vrindtschap inde noot, Al leuen vrinden, vrindtschap vindt hy doot. | Contra els enemics dels Monts de Pietat (1621) (traducció) Quan es va descobrir la mina d'or, Arreu l'avidesa es va mostrar rapaç, Per aquest verí molt contagiós, Molts generosos es van tornar cobejosos, Cap comerç no progressava sense mentida, I l'avidesa enganyava la saviesa. Ara es veu en aquest temps de ferro: Cadascú tira del seu costat, Es veu tot el món lluitant, Intel·ligència i Treball s'esforçant, Més enllà dels límits extrems de l'honor, Per tenir tot, i si fos possibl'encara més. Pocs reben tot, molts no reben res, Els béns del món mal són repartits, La Consciència calla, car l'Avidesa impera, En el comerç, cadascú és lladre i roba Encara que el comerç honest s'alabi, Per ser dret i honest, pobre quasi s'ha de ser. Els rics solen oprimir els pobres, Tothom trepitja qui és més avall, Qui no té res, no té gaire perspectives, Avantatges i diners embrollen dret i seny: Qui espera amistat en la misèria, Ni menys si amics viuen, trobarà morta l'amistat | » |
| — Venceslau Cobergher, Apologia | | |   |